# زوجي لديه عائلة
زوجي لديه عائلة (بالإسبانية: Mi marido tiene familia)‏ هو مسلسل تلفزيوني مكسيكي تم بثه عام 2017.

## روابط خارجية
- زوجي لديه عائلة على موقع IMDb (الإنجليزية)
- زوجي لديه عائلة على موقع كينوبويسك (الروسية)
- زوجي لديه عائلة على موقع قاعدة بيانات الفيلم (الإنجليزية)